# On Every Street
On Every Street é o sexto e último álbum de estúdio da banda de rock britânica Dire Straits, lançado em 9 de setembro de 1991 pela Vertigo Records internacionalmente e pela Warner Bros. Records nos Estados Unidos. A continuação do álbum de enorme sucesso da banda Brothers in Arms, On Every Street alcançou o topo da parada de álbuns do Reino Unido sendo certificado em platina pelo RIAA. 

## História
On Every Street foi produzido mais de seis anos após o álbum anterior da banda, Brothers in Arms, e foi o último álbum de estúdio do Dire Straits. Alcançou o número 12 nos Estados Unidos e o número um no Reino Unido e em vários países europeus. O álbum foi produzido por Mark Knopfler e Dire Straits. Por esta altura, a banda era composta por Mark Knopfler, John Illsley, Alan Clark e Guy Fletcher, o álbum apresenta músicos como Paul Franklin, Phil Palmer, Danny Cummings, os bateristas Jeff Porcaro do Toto e Manu Katché. Dire Straits promoveu o álbum com uma turnê mundial que durou até o final de 1992. O grupo se desfez em 1995, após o qual Mark Knopfler seguiu carreira solo. O álbum foi remasterizado e relançado com o resto do catálogo Dire Straits em 1996 para a maior parte do mundo, exceto para os Estados Unidos, onde foi relançado em 19 de setembro de 2000. 

## Lançamento
| Críticas profissionais | Críticas profissionais |
| Avaliações da crítica  | Avaliações da crítica  |
| Fonte                  | Avaliação              |
| ---------------------- | ---------------------- |
| AllMusic               | [ 5 ]                  |
| Pitchfork              | 5.2/10                 |
| Rolling Stone          | 3 de 5 estrelas.       |

O álbum foi lançado em LP, fita cassete, cassete digital e CD em setembro de 1991. A lista de faixas abaixo corresponde às variantes originais do LP e cassete. A versão em LP destaca-se por ter a mesma duração das versões em CD e cassete, tendo mais de uma hora de duração. Isso foi conseguido estreitando as ranhuras, o que reduziu o nível de som. A prensagem de 2014 do álbum vem em dois LPs com três músicas de cada lado. Todas as músicas foram escritas por Mark Knopfler.  

## Faixas

### Lado Um
| N.º | Título                 | Duração |  |
| 1.  | "Calling Elvis"        | 6:26    |  |
| 2.  | "On Every Street"      | 5:04    |  |
| 3.  | "When It Comes to You" | 5:02    |  |
| 4.  | "Fade to Black"        | 3:49    |  |
| 5.  | "The Bug"              | 4:18    |  |
| 6.  | "You and Your Friend"  | 5:59    |  |

### Lado Dois
| N.º            | Título                  | Duração       |  |
| 1.             | "Heavy Fuel"            | 4:57 / 5:10 ^ |  |
| 2.             | "Iron Hand"             | 3:09          |  |
| 3.             | "Ticket to Heaven"      | 4:26          |  |
| 4.             | "My Parties"            | 5:32          |  |
| 5.             | "Planet of New Orleans" | 7:47          |  |
| 6.             | "How Long"              | 3:53          |  |
| Duração total: | Duração total:          | 60:16         |  |

^Certas versões do álbum apresentam uma versão um pouco mais longa de "Heavy Fuel" (comprimento de 5:10), que inclui aproximadamente quatro compassos de música instrumental adicional entre o primeiro refrão e o segundo verso, e entre a ponte e o terceiro verso. Não está claro se a versão 5:10 é a versão original "sem cortes" ou se essas passagens instrumentais foram simplesmente adicionadas posteriormente para estender a música.

## Integrantes

### Dire Straits
- Mark Knopfler – vocais, guitarras
- Alan Clark – teclados, maestro de cordas
- Guy Fletcher – teclados, backing vocals

- John Illsley – baixo

### Músicos adicionais
- Phil Palmer – guitarras
- Vince Gill – guitarra, backing vocals
- Paul Franklin – guitarra pedal steel, guitarra acústica lap steel
- Jeff Porcaro – bateria, percussão
- Manu Katché – bateria, percussão
- Danny Cummings – percussão
- Chris White – flauta, saxofones
- George Martin – arranjos de cordas, maestro de cordas

## Produção
- Mark Knopfler/Dire Straits – produtores
- Chuck Ainlay – engenheiro
- Bill Schnee – engenheiro
- Steve Orchard – engenheiro assistente
- Jack Joseph Puig – engenheiro assistente
- Andy Strange – engenheiro assistente
- Neil Dorfsman – mixagem
- Bob Clearmountain – mixagem
- Avril Mackintosh – assistente de mixagem
- Bob Ludwig – masterização na Masterdisk (New York City, New York)
- Jo Motta – coordenador
- Paul Cummins – projeto
- Paul Williams – fotografia